# National Commodity & Derivatives Exchange
Die National Commodity & Derivatives Exchange (NCDEX) ist Indiens zweitgrößte Rohstoffterminbörse. Sie wurde 2003 ins Leben gerufen und bietet Kontrakte für eine Vielzahl von Rohstoffen aus den Bereichen Landwirtschaft, Edelmetalle, Energie, Polymere und Gewürze an.
Die NCDEX belegte 2021 gemessen am Volumen den 35. Platz unter den globalen Terminbörsen. Laut der jährlichen Volumenerhebung der FIA wurden 12,2 Millionen Kontrakte gehandelt, ein Plus von 19,26 Prozent gegenüber dem Vorjahr.
NCDEX hat Niederlassungen in Mumbai, Delhi, Ahmedabad, Indore, Hyderabad, Jaipur und Kolkata.

## Geschichte
NCDEX wurde am 23. April 2003 gemäß dem Companies Act von 1956 gegründet und erhielt am 9. Mai 2003 die Zulassung zur Geschäftsaufnahme. Der Betrieb nahm am 15. Dezember 2003 auf.
Zum 31. Juli 2013 hatte NCDEX 848 registrierte Mitglieder, einen Kundenstamm von rund 20 Lakhs und bietet Handel an über 49.000 Terminals in 1.000 Zentren in Indien an. NCDEX ermöglicht Rohstofflieferungen über ein Netzwerk von über 594 akkreditierten Lagerhäusern von acht Lagerdienstleistern mit einer Lagerkapazität von rund 1,5 Millionen Tonnen und durchschnittlichen Lieferungen von 1 Lakh MT bei Vertragsablauf.